# Корабель Тесея
Корабель Тесея, парадокс Тесея — парадокс і уявний експеримент про те, чи лишиться об'єкт тим самим об'єктом після заміни всіх його компонентів.
Вперше описаний Плутархом як проблема: якщо частини корабля міфічного Тесея поступово замінювали на нові, чи лишився це той самий корабель, коли в ньому не стало оригінальних частин? Існують різні варіації цього парадоксу та різні підходи до його вирішення.

## Формулювання
- Згідно з давньогрецьким міфом, переказаним Плутархом у I ст. н. е., корабель, на якому Тесей повернувся з Криту до Афін, зберігався афінянами до епохи Деметрія Фалерського (близько 280 року до н. е.) і щорічно вирушав зі священним посольством на Делос. При лагодженні в ньому поступово замінювали дошки доти, поки серед філософів не виникла суперечка, чи це той самий корабель, чи вже інший, новий?[1]
- Томас Гоббс у праці «De Corpore» (1655) запропонував таку версію: корабель розібрали на дошки і потім зібрали заново. Чи буде це той самий корабель, що був до розбирання?[2]
- Французький критик і есеїст Ролан Барт у «Критичних нарисах» (1971) і «Роланд Барт за Роланом Бартом» (1975) описував приклад, де корабель під час плавання поступово ремонтувався шляхом заміни зношених частин на нові. Коли всі частини буде замінено, чи буде це той самий корабель? Барт назвав цей корабель «Арго», посилаючись на плавання Тесея з Ясоном та іншими аргонавтами. Проте Плутарх мав на увазі інший корабель.
- Поступово корабель ремонтували, а старі деталі відвозили на берег. Потім зі старих частин склали цілий корабель. Який із двох кораблів слід вважати справжнім?[2]

Об'єкт, частини якого замінюються, може бути іншим. Наприклад, чи лишиться держава тією ж, якщо на заміну її старим жителям народяться нові? В європейському фольклорі є історії про предмети, що лишаються тими ж, хоча їхні частини були замінені: ніж або сокира.

## Запропоновані рішення

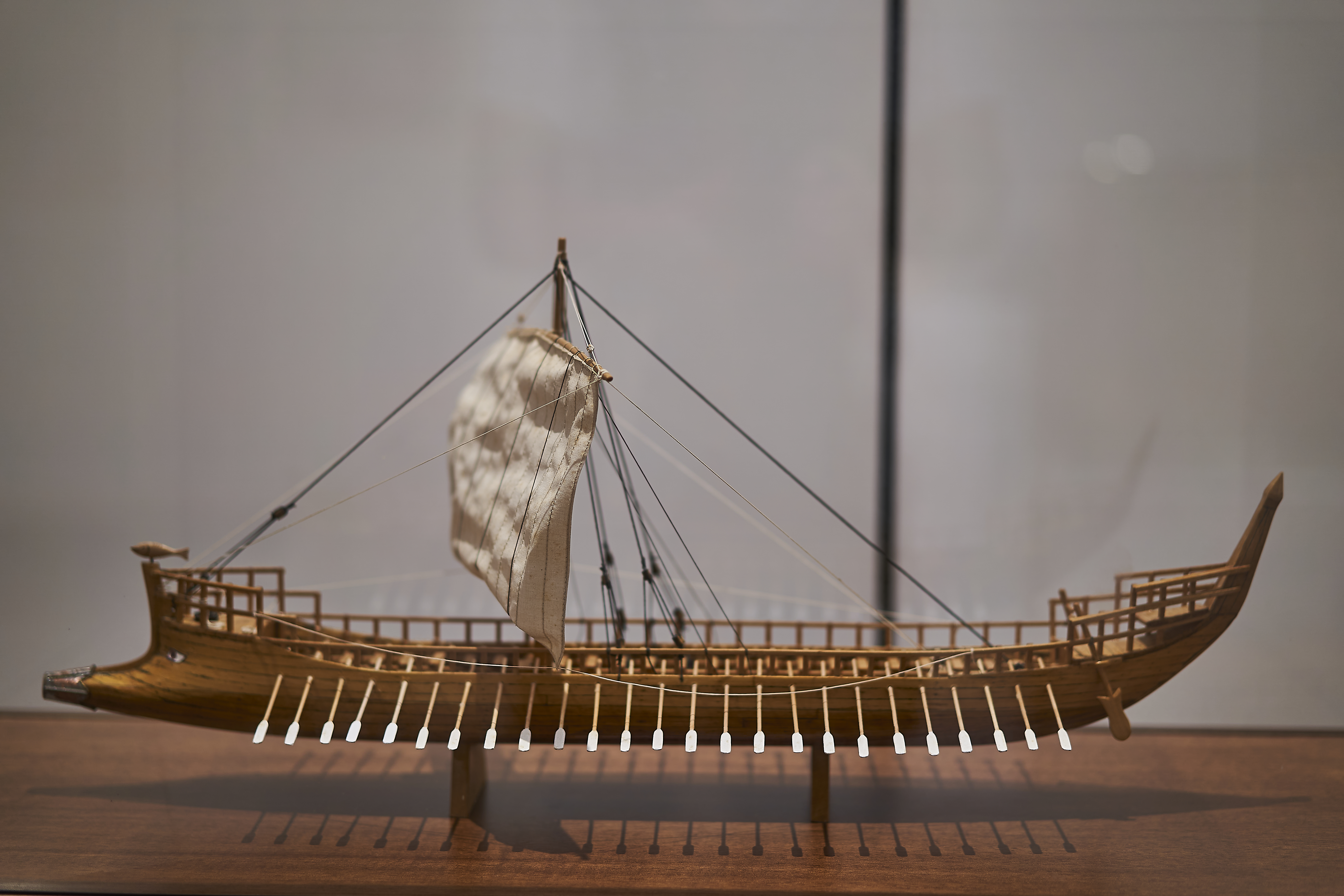
Приблизно на такому кораблі міг плавати Тесей

### Причини Арістотеля
Згідно з філософською школою Арістотеля, існує кілька причин, що описують об'єкт: форма, матеріал і суть (річ, яка, за вченням Арістотеля, є найважливішою характеристикою). Відповідно до цієї філософії, корабель залишився тим самим, оскільки його суть не змінилася, лише змінився зношений матеріал.
Якщо розуміти річ як суму частин, то вона лишається «тою самою». Наприклад, тіло людини старіє, але вона лишається собою. Аналогічно вона лишиться собою, якщо пересадити їй серце чи замінити втрачену кінцівку протезом. Про людей у популярній культурі поширене трактування, що суть людини складають її спогади чи душа. Тому якщо вони будуть інші в аналогічному тілі, це буде інша людина.
Джон Лок розглядав проблему «Принц і швець», де душа шевця вселяється до тіла принца. Вона забирає всі його думки та спогади і таким чином зовні це буде та сама матеріально людина, що й раніше, але інша особа, бо змінилася її нематеріальна суть.

### Визначення «той самий»
Згідно з цим рішенням, речі можуть бути «тими самими» кількісно і/або якісно. У цьому випадку, після зміни дошки корабель Тесея виявиться кількісно тим самим, а якісно — вже іншим кораблем. Проблема вирішення в тому, що при введенні дуже великої кількості характеристик втрачається будь-яка можливість тотожності (наприклад, той самий корабель без всякої зміни дощок, змінивши положення в просторі, зможе вважатися «іншим» кораблем).
Геракліт, цитований Платоном у «Кратилі», стверджував: «все рухається, і ніщо не лишається нерухомим» (ідея відома за афоризмом «не можна двічі ввійти в ту саму річку»). За такого підходу навіть оригінальний корабель з часом стає «іншим», без заміни частин. Але тоді постає питання: чи є межа, коли корабель стає «іншим»? Одне з рішень полягає в тому, що корабель лишатиметься «тим самим», поки в ньому є хоча б одна оригінальна деталь. Теодор Сайдер і деякі інші філософи вбачають вирішення парадоксу в тому, що об'єкти можна розглядати чотиривимірними. Вони змінюються з часом, але якщо лишаються на тому ж місці відносно інших, то вони тотожні між собою. Таким чином річка лишається річкою з часом, хоча вода в ній щоразу інша.
Англійський римсько-католицький філософ Пітер Гіч (1916—2013) запропонував рішення, розглядаючи питання як християнський Бог може бути єдиним і триєдиним одночасно. Гіч міркував таким чином: Бог-Отець і Бог-Син належать до категорії «Бог», але є різними особами. Судження про те, що дещо одне є «те саме», що інше, має сенс тільки при розгляді окремих спільних ознак. Отже, однаковість або різниця залежить від взятих засновків. Говорячи про корабель, можна сказати, що він лишається «тим самим», поки його сприймають таким.
Ноам Чомскі коментував, що уявний експеримент про корабель Тесея вказує на особливості роботи людського розуму, і мало що говорить про реальний світ. Парадокс виникає внаслідок крайнього екстерналізму: припущення, що те, що є істинним у свідомості, є істинним у світі навколо. Об'єктивно жоден корабель не є справжнім кораблем Тесея чи його копією. Корабель Тесея існує доти, поки є безперервність у сприйнятті його частин як цілісності іншими людьми. 

## У масовій культурі

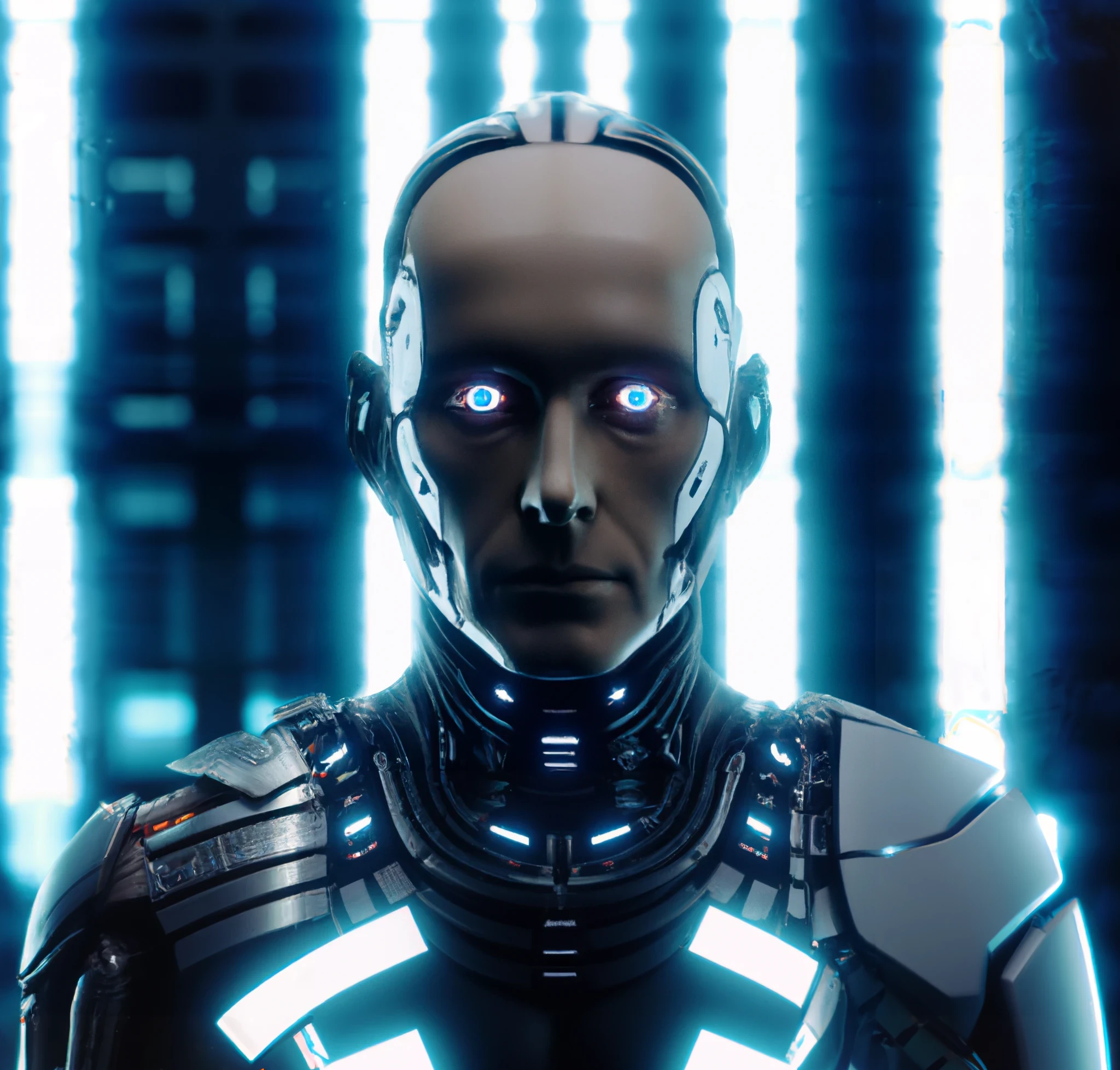
Кіборг може слугувати сучасним переосмисленням корабля Тесея

Британський ситком «Тільки дурні та коні» містить жарт про прибиральника, який стверджує, що 20 років користується тією самою шваброю. Але за роки він багато разів замінював то ручку, то щітку. Вислів «Швабра Триггера» став крилатим.
Парадокс корабля Тесея згадує Террі Пратчетт в своїй книзі «П'ятий елефант». Там йдеться про сокиру, у якої регулярно з'являються нові ручки або леза. Персонажі книги вважають, що ця сокира не може вважатися тією самою сокирою фізично, але може вважатися тією самою сокирою емоційно.
У дитячій книжці «Дивовижний чарівник країни Оз» (1900) проклята сокира дроворуба відтинала йому одну за одною кінцівки, замість яких коваль виковував нові доти, поки дроворуб не перетворився цілком у Залізного Дроворуба. У книзі «Залізний дроворуб з Країни Оз» розповідається аналогічна історія Залізного Воїна (Капітана Штурма), а також Дровоштурма — людини зробленої з відтятих частин тіла Дроворуба та Воїна. При цьому авторське рішення таке: Дроворуб і Капітан Штурм вважаються «колишніми», а Дровоштурм — «новим».
Цей парадокс поширений у науковій фантастиці щодо кіборгізації в питанні, коли людина перестає бути людиною, якщо частини її тіла замінювати протезами. Наприклад, у «Зоряних війнах» Обі-Ван сприймає свого учня Енакіна та Дарта Вейдера як різних осіб. Але Люк Скайвокер вважає, що Дарт Вейдер — це та сама людина, хоча й з протезами. Коли Люк сам втрачає руку і її замінюють протезом, Обі-Ван не змінює ставлення до нього, тоді як Вейдера описує як «більше машину, ніж людину». В книзі Айзека Азімова «Фундація та Земля» (1986) робот Р. Деніел Оліво розповідає як впродовж тисяч років замінював свої частини, зокрема й мозок, переносячи спогади у щоразу досконаліше сховище. Японська манґа та аніме «Привид в обладунках» регулярно повертаються до цього парадоксу, описуючи людей, які замінюють органічні частини тіла на штучні, іноді доходячи до того, що все тіло замінюється протезом, залишаючи мозок єдиною оригінальною частиною. У романі Пітера Воттса «Сліпобачення» (2007) космічний корабель «Тесей» обладнаний технологією створення та зміни власних частин у разі поломки, а також може відновлювати та замінювати органи та тканини членів екіпажу, коли вони поранені.
У книзі Річарда К. Моргана «Видозмінений вуглець» суспільство та система правосуддя вважають, що оцифрована свідомість людини, яку можна завантажувати в різні тіла, є її справжньою сутністю. Попри те існує католицька секта, яка стверджує, що душа людини не може бути оцифрована, і тому після смерті первісного тіла людина назавжди втрачена.
Парадокс також обігрується в різних творах, де йдеться про деякі види телепортації та копіювання об'єктів. Наприклад, якщо розкласти людину на атоми, переслати їх у віддалене місце, а потім скласти назад у тому ж порядку — чи буде це та сама людина? В «Зоряному шлясі» відповідь дається ствердно, але в книзі Скотта Майєра «Виконати програму» (2017) стверджується, що вона буде інакшою, а оригінал знищується.
У фінальному епізоді серіалу «ВандаВіжн», створена Вандою Максимовою копія андроїда Віжна вміщує спогади оригінального андроїда. Порівнюючи себе з кораблем, він робить висновок, що «справжній» корабель існує тільки в спогадах Тесея, а будь-який матеріальний корабель неминуче стає «іншим».

## Інше
В Японії синтоїстські храми регулярно перебудовують. У випадку Святилища Ісе, яке не тільки перебудовують кожні 20 років, а й кілька разів переносили на інше місце, критерієм тотожності є походження деревини. Для деталей святилища завжди беруть дерево з сусіднього лісу, який вважається священним.
У мистецтві парадокс корабля Тесея поширюється на проблему цінності копії та оригіналу твору.